# Campeonato de Flandres

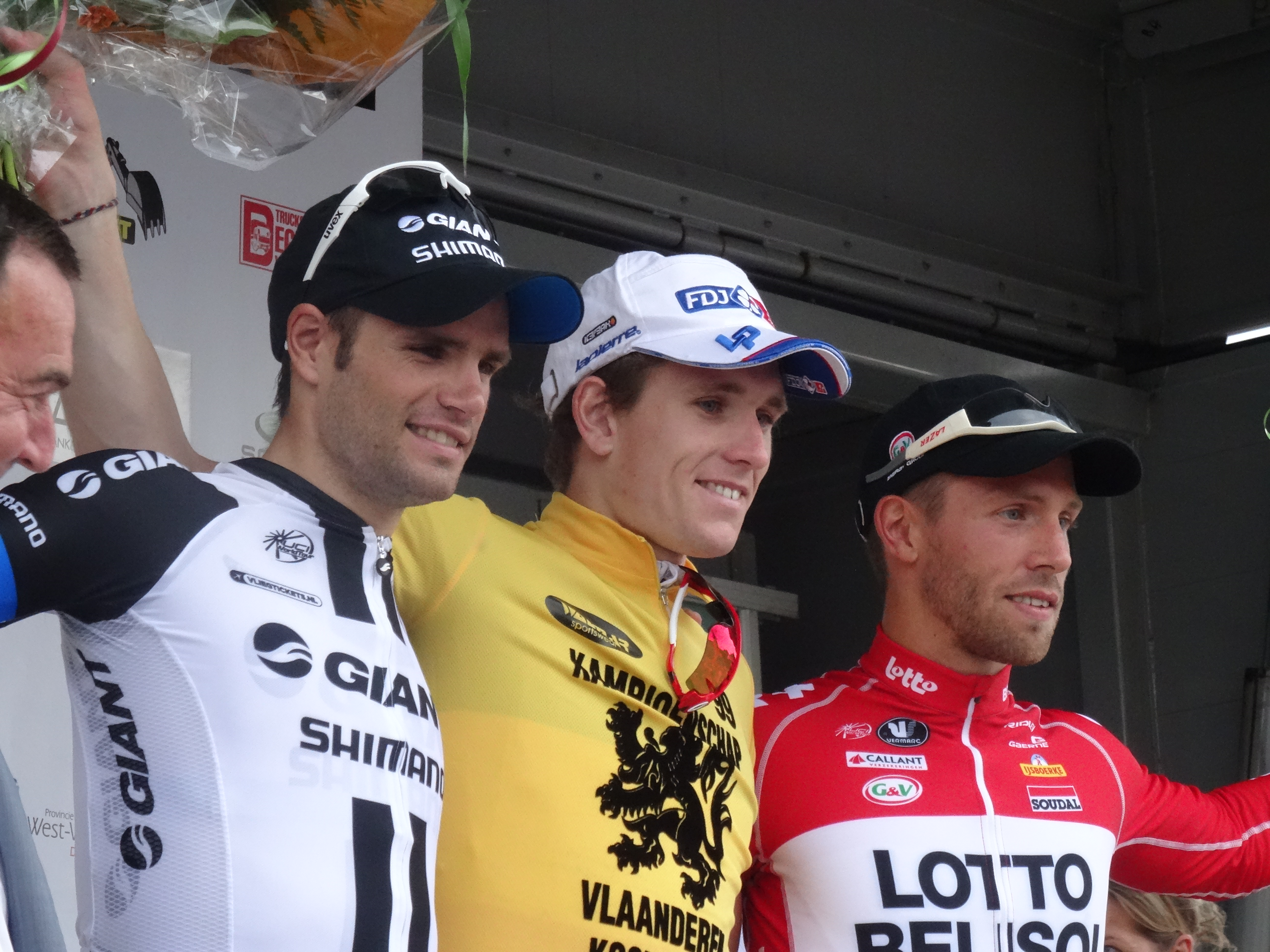
2014 : Luka Mezgec (2), Arnaud Démare (1) & Jonas Van Genechten (3).

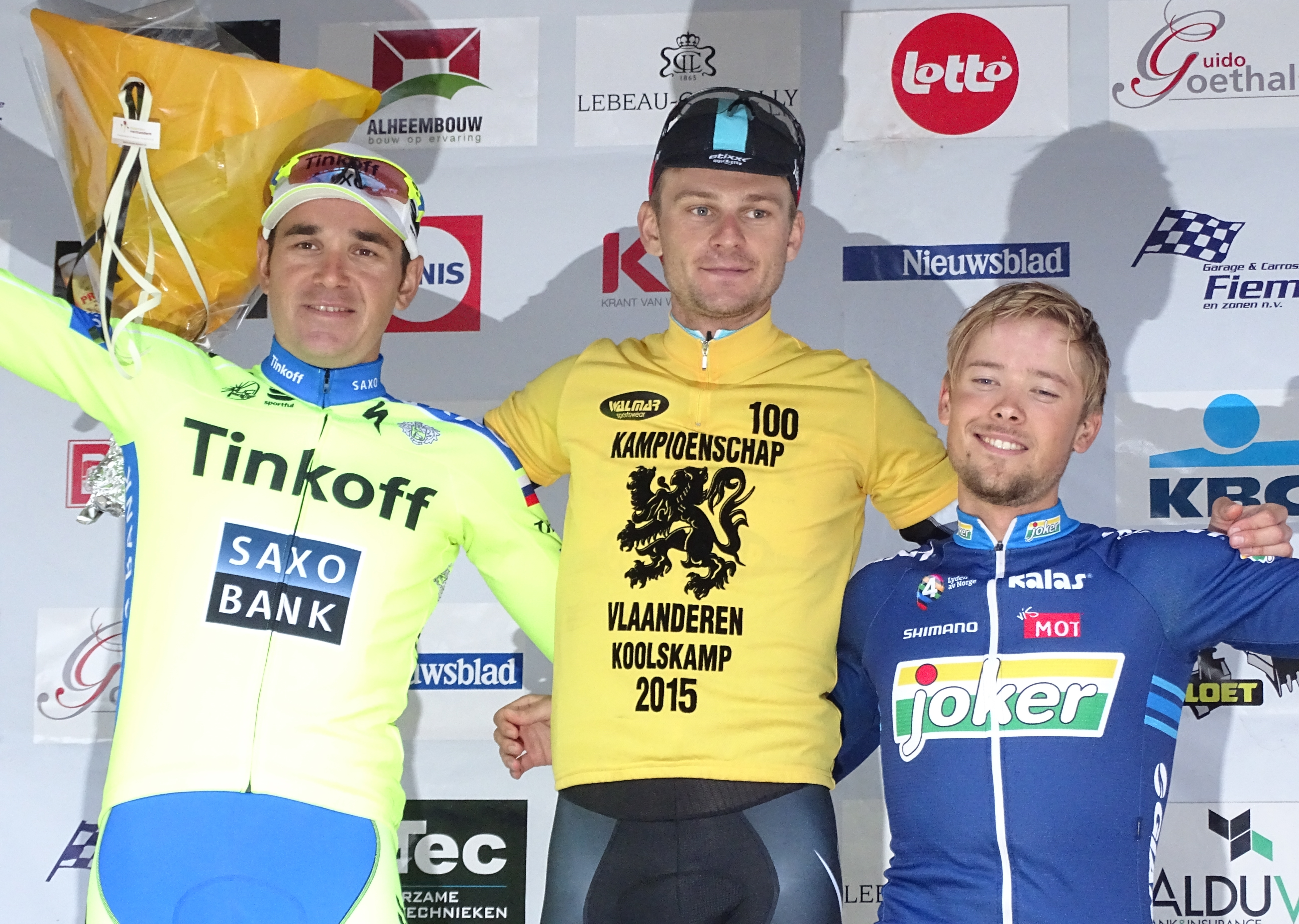
2015 : Nikolay Trusov (2), Michal Golas (1) & Adrian Aas Stien (3).

O Campeonato de Flandres (oficialmente: Kampioenschap van Vlaanderen, no original em holandês) é uma corrida de ciclismo de estrada realizada na província de Flandres Ocidental, na Bélgica. Desde a sua primeira edição, em 1908, a corrida tem sido realizado anualmente no mês de setembro, exceto durante as Guerras Mundiais. Desde a criação dos Circuitos Continentais da UCI em 2005,  faz parte da UCI Europe Tour, na categoria 1.1.

## Palmarès
| Ano     | Vencedor                                     | Segundo                                      | Terceiro                                     |
| ------- | -------------------------------------------- | -------------------------------------------- | -------------------------------------------- |
| 1908    | Robert Wancourt                              | Firmin Lambot                                | Louis Colsaet                                |
| 1909    | Robert Wancourt                              | Odile Defraye                                | Marcel Buysse                                |
| 1910    | Odile Defraye                                | Léon Buysse                                  | Henri Van Lerberghe                          |
| 1911    | Léon Buysse                                  | Alois Persijn                                | Alfons Brutin                                |
| 1912    | Abel Devoghelaere                            | Léon Buysse                                  | Alois Persijn                                |
| 1913    | René Anno                                    | Arthur Maertens                              | Achille Depauw                               |
| 1914-18 | Não disputado por causa da I Guerra Mundial  | Não disputado por causa da I Guerra Mundial  | Não disputado por causa da I Guerra Mundial  |
| 1919    | Jules Van Hevel                              | Léon Devos                                   | Alfons Van Hecke                             |
| 1920    | Jules Van Hevel                              | Henri Van Lerberghe                          | Florent Vandenberghe                         |
| 1921    | Pierre Van De Velde                          | Marcel Buysse                                | Charles Govaert                              |
| 1922    | Alfons Van Hecke                             | Florent Vandenberghe                         | Julien Volbrecht                             |
| 1923    | Julien Volbrecht                             | Pierre Van De Velde                          | Theophile Van Eetvelde                       |
| 1924    | Léon Devos                                   | Jules Matton                                 | Maurice Dewaele                              |
| 1925    | Aimé Dossche                                 | Maurice Dewaele                              | Rémi Cant                                    |
| 1926    | Henri De Jaegher                             | Gustaaf Van Slembrouck                       | Georges Ronsse                               |
| 1927    | Paul Matton                                  | Alfred Haemerlinck                           | Jan Meeuwis                                  |
| 1928    | Aimé Dossche                                 | Lucien Buysse                                | Hector Martin                                |
| 1929    | Maurice Raes                                 | Aimé Dossche                                 | Maurice Dewaele                              |
| 1930    | Alfred Haemerlinck                           | Leander Ghyssels                             | Constant Dyzers                              |
| 1931    | Aimé Dossche                                 | Frans Bonduel                                | Julien Vervaecke                             |
| 1932    | Gérard Desmet                                | Sylvère Maes                                 | André Mortier                                |
| 1933    | Gérard Desmet                                | Michel Van Vlockhoven                        | André Mortier                                |
| 1934    | Joseph Moerenhout                            | Albert Billiet                               | Jules Lowie                                  |
| 1935    | Marcel Kint                                  | Jan-Jozef Horemans                           | Albert Billiet                               |
| 1936    | Julien Heernaert                             | Emiel Vandepitte                             | Frans Bonduel                                |
| 1937    | Marcel Claeys                                | Gaston Denys                                 | Jan Deman                                    |
| 1938    | Sylvain Grysolle                             | Odiel Van Den Meerschaut                     | Albert Beirnaert                             |
| 1939-40 | Não disputado por causa da II Guerra Mundial | Não disputado por causa da II Guerra Mundial | Não disputado por causa da II Guerra Mundial |
| 1941    | Alberic Schotte                              | Frans Bonduel                                | Albert Sercu                                 |
| 1942    | Robert Van Eenaeme                           | Roger Cnockaert                              | Albert Paepe                                 |
| 1943    | Rik Van Steenbergen                          | Robert Van Eenaeme                           | Roger Cnockaert                              |
| 1944    | Não disputado por causa da II Guerra Mundial | Não disputado por causa da II Guerra Mundial | Não disputado por causa da II Guerra Mundial |
| 1945    | Sylvain Grysolle                             | André Pieters                                | Omer Huwel                                   |
| 1946    | Achiel De Backer                             | Albert Sercur                                | Gustaaf Van Overloop                         |
| 1947    | Albert Paepe                                 | Albert Anutchin                              | Maurice Meersman                             |
| 1948    | Emmanuel Thoma                               | Roger Decorte                                | Louis Brusselmans                            |
| 1949    | Emile Vanderveken                            | Roger Decock                                 | René Janssens                                |
| 1950    | Maurice Blomme                               | Arseen Rijckaert                             | André Pieters                                |
| 1951    | Roger Decock                                 | Gerard Buyl                                  | André Maelbrancke                            |
| 1952    | Arseen Rijckaert                             | Arthur Mommerency                            | Julien Plovie                                |
| 1953    | Léon Delathouwer                             | Maurice Mollin                               | Arthur Mommerency                            |
| 1954    | Alberic Schotte                              | André Rosseel                                | Karel De Baere                               |
| 1955    | Léon Delathouwer                             | André Noyelle                                | René Mertens                                 |
| 1956    | Leon Van Daele                               | André Rosseel                                | Wim van Est                                  |
| 1957    | Leon Van Daele                               | Léon Delathouwer                             | Firmin Bral                                  |
| 1958    | Leon Van Daele                               | Roger Decorte                                | René Mertens                                 |
| 1959    | Rik Van Looy                                 | André Noyelle                                | Oswald Declercq                              |
| 1960    | Gilbert Desmet                               | Joseph Marien                                | Michel Van Aerde                             |
| 1961    | Frans De Mulder                              | Karel Clerckx                                | Gustaaf Desmet                               |
| 1962    | André Messelis                               | Romain Van Wijnsberghe                       | Oswald Declercq                              |
| 1963    | Gustaaf Van Vaerenbergh                      | Jean-Baptiste Claes                          | Frans Melckenbeeck                           |
| 1964    | Gustaaf Desmet                               | Rik Van Looy                                 | Gilbert Maes                                 |
| 1965    | Palle Lykke                                  | Arthur Decabooter                            | Gustaaf Desmet                               |
| 1966    | Eddy Merckx                                  | Daniel Van Ryckeghem                         | Gustaaf Desmet                               |
| 1967    | Gerard Vianen                                | Eddy Van Audenaerde                          | Gustaaf Desmet                               |
| 1968    | Jos Huysmans                                 | Eric Leman                                   | Rik Van Looy                                 |
| 1969    | Eric De Vlaeminck                            | Ronald De Witte                              | Jean-Pierre Monsere                          |
| 1970    | Noël Van Clooster                            | Jean-Pierre Monsere                          | Herman Vrijders                              |
| 1971    | Eric Leman                                   | Rik Van Linden                               | Willy Planckaert                             |
| 1972    | Patrick Sercu                                | Eddy Merckx                                  | Walter Godefroot                             |
| 1973    | Herman Vrijders                              | José Vanackere                               | Jos Spruyt                                   |
| 1974    | Freddy Maertens                              | Frans Verbeeck                               | Herman Vrijders                              |
| 1975    | Jos Huysmans                                 | Hennie Kuiper                                | José Vanackere                               |
| 1976    | Freddy Maertens                              | Willy Planckaert                             | Serge Van Daele                              |
| 1977    | Frans Verhaegen                              | Gery Verlinden                               | Willy In 't Ven                              |
| 1978    | Daniel Willems                               | Gery Verlinden                               | Alain Desaever                               |
| 1979    | Fons Van Katwijk                             | Marc Renier                                  | Lieven Malfait                               |
| 1980    | Theo de Rooy                                 | Luc Colijn                                   | Guido Van Sweevelt                           |
| 1981    | Patrick Versluys                             | Frank Hoste                                  | Ronny Van Marcke                             |
| 1982    | Gery Verlinden                               | Hendrik Caethoven                            | Jean-François Chaurin                        |
| 1983    | Patrick De Vos                               | Adri van der Poel                            | Luc Meersman                                 |
| 1984    | Rudy Matthijs                                | Dirk Heirweg                                 | Frank Hoste                                  |
| 1985    | Eddy Vanhaerens                              | Claude Criquielion                           | Pol Verschuere                               |
| 1986    | Frank Van De Vijver                          | Herman Frison                                | Alan Peiper                                  |
| 1987    | Dirk Heirweg                                 | Dirk Demol                                   | Geert Decorte                                |
| 1988    | Marnix Lameire                               | Edwin Bafcop                                 | Dirk Heirweg                                 |
| 1989    | Etienne De Wilde                             | Luc Van De Vel                               | Herman Frison                                |
| 1990    | Hendrik Redant                               | Wilfried Peeters                             | Dirk Demol                                   |
| 1991    | Johan Museeuw                                | Peter Huyghe                                 | Wiebren Veenstra                             |
| 1992    | Rik Van Slycke                               | Michel Van Haecke                            | Hendrik Redant                               |
| 1993    | Sammie Moreels                               | Andréi Chmil                                 | Johan Museeuw                                |
| 1994    | Jelle Nijdam                                 | Hendrik Redant                               | Danny Nelissen                               |
| 1995    | Johan Museeuw                                | Hans De Clercq                               | Wilfried Peeters                             |
| 1996    | Niko Eeckhout                                | Johan Verstrepen                             | Peter Verbeken                               |
| 1997    | Peter Van Petegem                            | Tom Steels                                   | Michael van der Wolf                         |
| 1998    | Niko Eeckhout                                | Hans De Clercq                               | Davy Delme                                   |
| 1999    | Michel Van Haecke                            | Arvis Piziks                                 | Steven de Jongh                              |
| 2000    | Niko Eeckhout                                | John Talen                                   | Chris Peers                                  |
| 2001    | Paul Van Hyfte                               | Bjornar Vestol                               | Jean-Michel Tessier                          |
| 2002    | Jimmy Casper                                 | Marc Streel                                  | Andy Cappelle                                |
| 2003    | Baden Cooke                                  | Jans Koerts                                  | Robert Sassone                               |
| 2004    | Jimmy Casper                                 | Nico Mattan                                  | Ludovic Capelle                              |
| 2005    | Serguéi Lagutín                              | Andy De Smet                                 | Assan Bazayev                                |
| 2006    | Niko Eeckhout                                | Steven de Jongh                              | Danilo Hondo                                 |
| 2007    | Baden Cooke                                  | Andy Cappelle                                | Denis Flahaut                                |
| 2008    | André Greipel                                | Stefan van Dijk                              | Andreas Stauff                               |
| 2009    | Steven de Jongh                              | Sebastian Langeveld                          | Bobbie Traksel                               |
| 2010    | Leigh Howard                                 | Aidis Kruopis                                | Tom Veelers                                  |
| 2011    | Marcel Kittel                                | André Greipel                                | Michael Van Staeyen                          |
| 2012    | Ronan van Zandbeek                           | Christopher Juul Jensen                      | Kurt Hovelynck                               |
| 2013    | Jens Debusschere                             | Baptiste Planckaert                          | Michael Van Staeyen                          |
| 2014    | Arnaud Démare                                | Luka Mezgec                                  | Jonas Van Genechten                          |
| 2015    | Michal Golas                                 | Nikolay Trusov                               | Adrian Aas Stien                             |